# Widlino (powiat kartuski)
Widlino (kaszub. Widlëno) – wieś kaszubska w Polsce położona w województwie pomorskim, w powiecie kartuskim, w gminie Żukowo w pobliżu Raduni i na trasie linii kolejowej Pruszcz Gdański-Żukowo (obecnie zawieszonej).
W latach 1975–1998 miejscowość administracyjnie należała do województwa gdańskiego.
Integralna część Widlina nosi nazwę Mankocin.
We wsi Widlino znajduje się stary cmentarz pocholeryczny z lat 1910–1920.
Inne miejscowości o nazwie Widlino: Widlino (powiat pucki).